# ウクライナのロシア占領地域

ロシアに占領された都市と地域

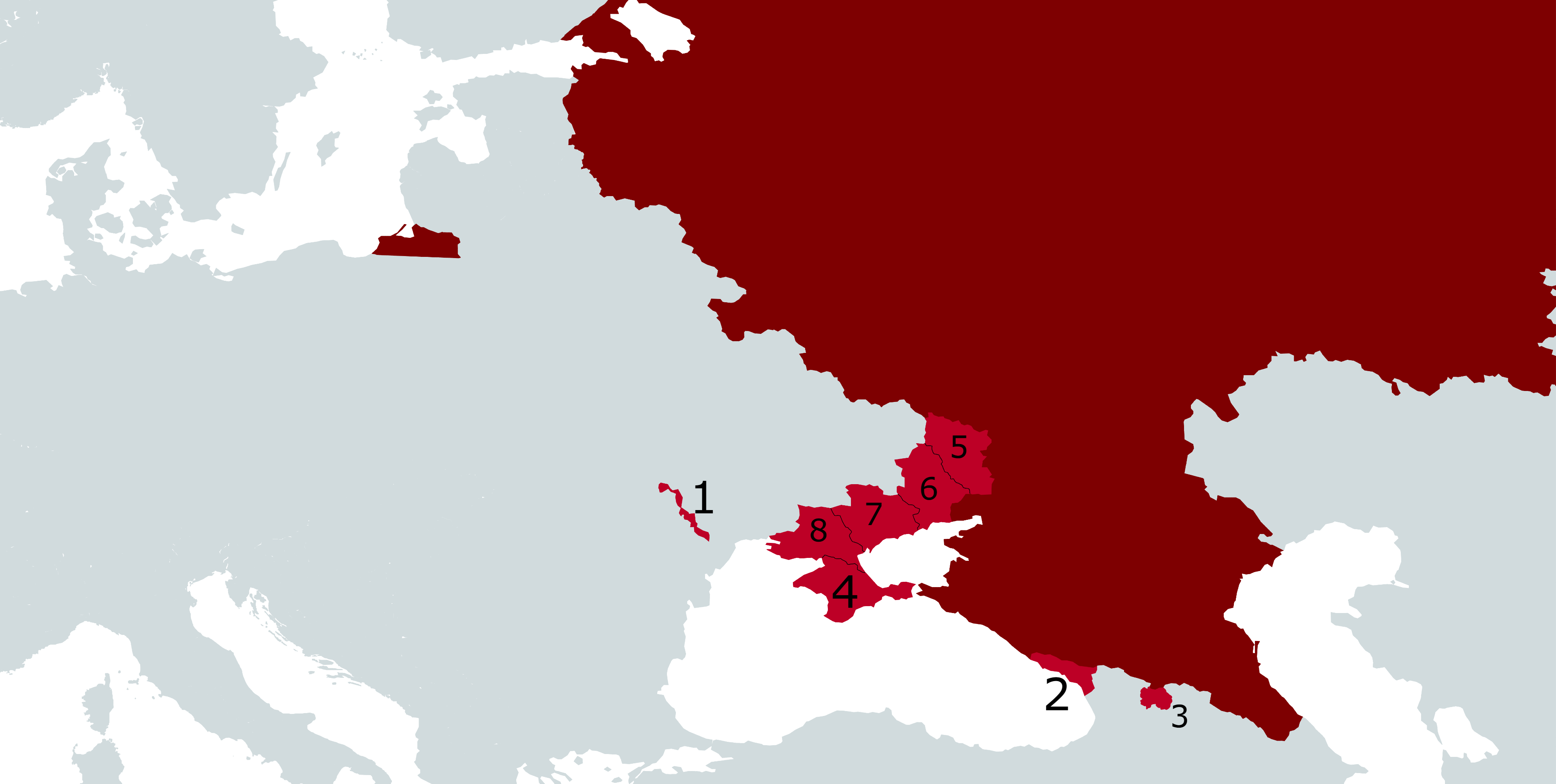
以下の地図は、ロシアを濃い赤で示し、欧州のロシア支配地域を薄い赤で示している:
- モルドバ: 沿ドニエストル共和国 (1)（1992年以降）
- ジョージア: アブハジア (2) と南オセチア (3)（2008年以降）
- ウクライナ: クリミア (4) とルハンシク州 (5) 及びドネツク州 (6)の一部（2014年以降）、ザポリージャ州 (7) 及びヘルソン州 (8)の一部（2022年以降）

ウクライナのロシア占領地域（ウクライナのロシアせんりょうちいき）は、ウクライナ紛争の過程で現在ロシアによって支配されているウクライナの地域である。ウクライナの法律では、これらの地域は「ウクライナの一時的被占領地域」（ウクライナ語: тимчасово окупована територія України）と定義されている。
ロシアによる占領は2014年から始まっており、同年にロシアはクリミア半島に侵攻し同地を併合し（ロシアによるクリミアの併合）、ウクライナ東部での戦争（ドンバス戦争）でドンバスの一部地域をロシアが事実上占領した。2022年、ロシア軍は本格的なウクライナ侵攻を開始し、同国内のより多くの地域を占領することに成功した。しかし、ウクライナの激しい抵抗が続いており、さらに兵站上の問題も抱えていたことから（例：キーウのロシア軍車列の停滞）、ロシア軍は4月初旬にチェルニーヒウ、キーウ、スームィ、ジトーミル州からの撤退を発表した。
2022年9月初旬、ウクライナ軍はハルキウ地域での反転攻勢を成功させ、前線での数カ月にわたる膠着状態に終止符を打ち、大敗を喫したロシア軍は撤退を余儀なくされた。そしてウクライナ軍は南部での反転攻勢でも11月11日にヘルソン市を奪還する大きな成功を収めた。
2022年9月30日、ロシアは主張する領土の一部しか占領していないにもかかわらず、ドネツク州、ヘルソン州、ルハンシク州、ザポリージャ州の併合を発表した（ロシアによるウクライナ4州の併合宣言）。 併合宣言に対し、国連総会は、この併合を不法なものとして拒否し、ウクライナの領土保全の権利を支持する決議を採択した。
2022年以前、ロシアは4万2000平方キロのウクライナ領土（クリミア、ドネツクとルハンシクの一部）を支配しており、2022年3月の全面侵攻以降は更に11万9000平方キロの領土を占領し、合計でウクライナ領土のほぼ27%にあたる16万1000平方キロを占領した。戦争研究所（ISW）は、11月11日までにウクライナ軍が7万4443平方キロの地域をロシアの占領から解放したと計算し、ロシアの支配地域はウクライナ領の約18%に減少した。

## 背景

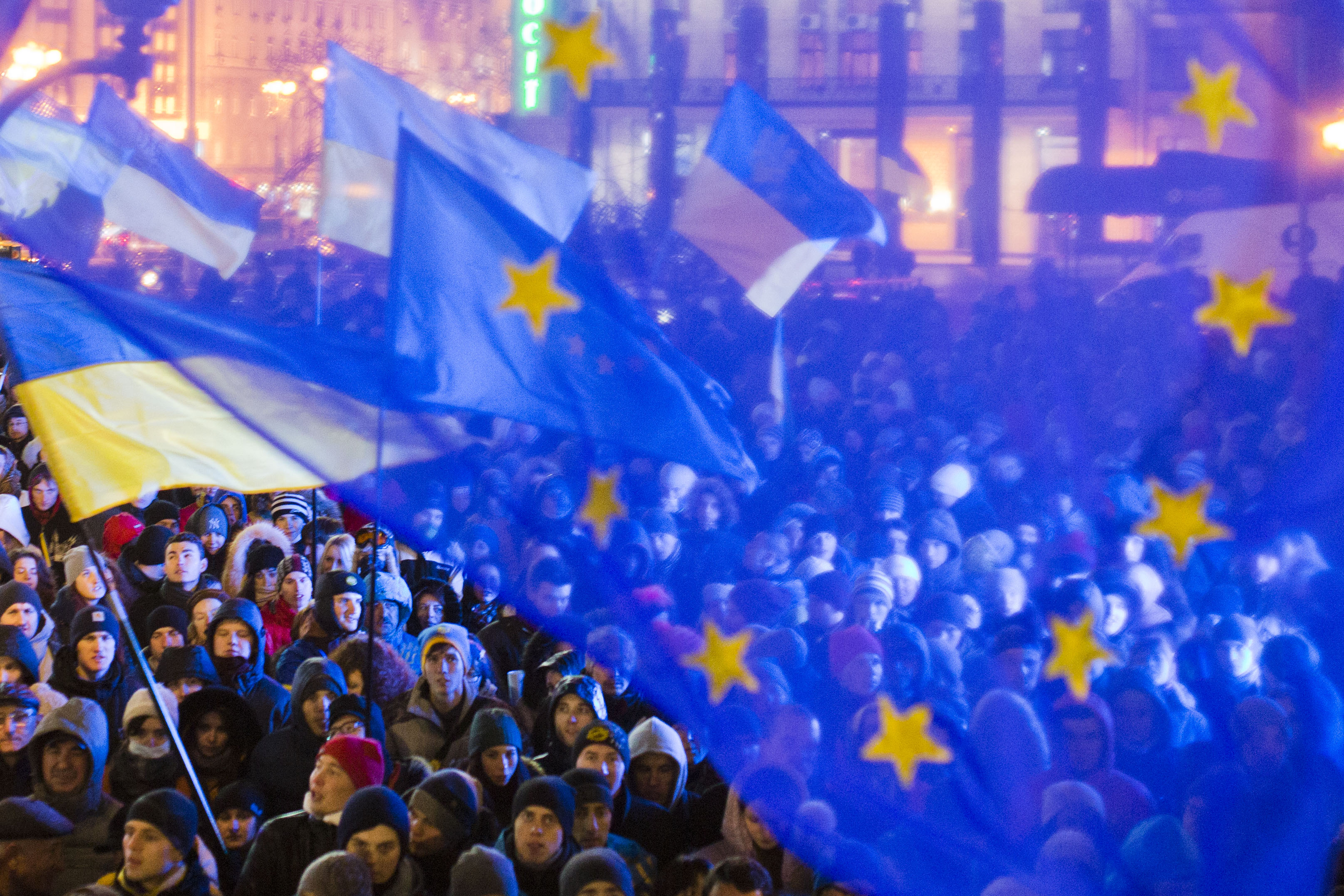
ユーロマイダン中にキーウで行われた親EUのデモ（2013年11月27日）

2013年11月以降のユーロマイダンと尊厳の革命でのウクライナ全土での民衆の抗議活動が起きたことで、親ロシア派のウクライナ大統領ヴィクトル・ヤヌコーヴィチがロシアに逃亡したため、ヴェルホーヴナ・ラーダ（ウクライナ最高議会）による罷免につながった。 この激動の時期の中心で高まっていた親ヨーロッパ感情はロシア政府に不安を抱かせ、ロシアのウラジーミル・プーチン大統領はただちにロシア軍と空挺部隊を動員してクリミア侵攻を開始し、主要政府庁舎を速やかに制圧し、クリミア半島全域のウクライナ軍基地を封鎖した。その直後、ロシアが設置した当局者らは、この地域でロシアへの加盟を問う住民投票を発表し、実施したが、西側諸国や独立系団体はこの投票を不法なものとみなした。ロシア政府はこれらの主張をはねつけ、すぐにクリミアを正式にロシアに編入し、これに対し西側諸国はロシアに対して制裁を発動した。さらに、ヤヌコーヴィチ大統領の追放に対し、ウクライナ東部と南部で親ロシア派のカウンターデモ活動が起きており（2014年ウクライナでの親ロシア派騒乱）、ロシアはドンバス地域のロシアと親ロシア過激派分離主義者による主要政府庁舎の制圧を支援したとされている。 これらの分離主義者たちは最終的にドネツク人民共和国とルハンシク人民共和国を建国し、 それ以来親欧のウクライナ現政府と紛争状態（通称「ドンバス戦争」）にある（2022年のロシアのウクライナ侵攻後、ロシアはドネツクとルハンシク共和国の「併合」を発表した ）
ロシアの軍事介入への対応として、ウクライナ議会は、 クリミア自治共和国とドネツクおよびルハンシク地方の一部を一時的被占領・非管理地域として認定する政府法を（さらなる更新と拡張を加えて）採択した:
1. クリミア自治共和国:
  - ウクライナ法 No. 1207-VII (2014年4月15日) 「ウクライナの一時的被占領地域における国民の権利と自由と法制度の確保に関して」[17]
2. ドネツクとルハンシク州の分離地区:
  - ウクライナ閣僚令 No.1085-р (2014年11月7日) 「国家当局が一時的に権限を行使しない地域における居住地のリストおよび境界線上に位置する集落のリストの承認について」[18]
  - ウクライナ法 No.254-19-VIII (2015年3月17日) 「ドネツクおよびルハンシク地域の個別地区、都市、町および村の一時的被占領地域としての承認について」[19]

ユーロマイダン中の反体制派のリーダーの一人であったペトロ・ポロシェンコは、ヤヌコヴィッチの追放から3ヶ月後のトゥルチノフ暫定大統領の後継者選挙において地滑り的勝利を収めた。

## 2022年2月以前

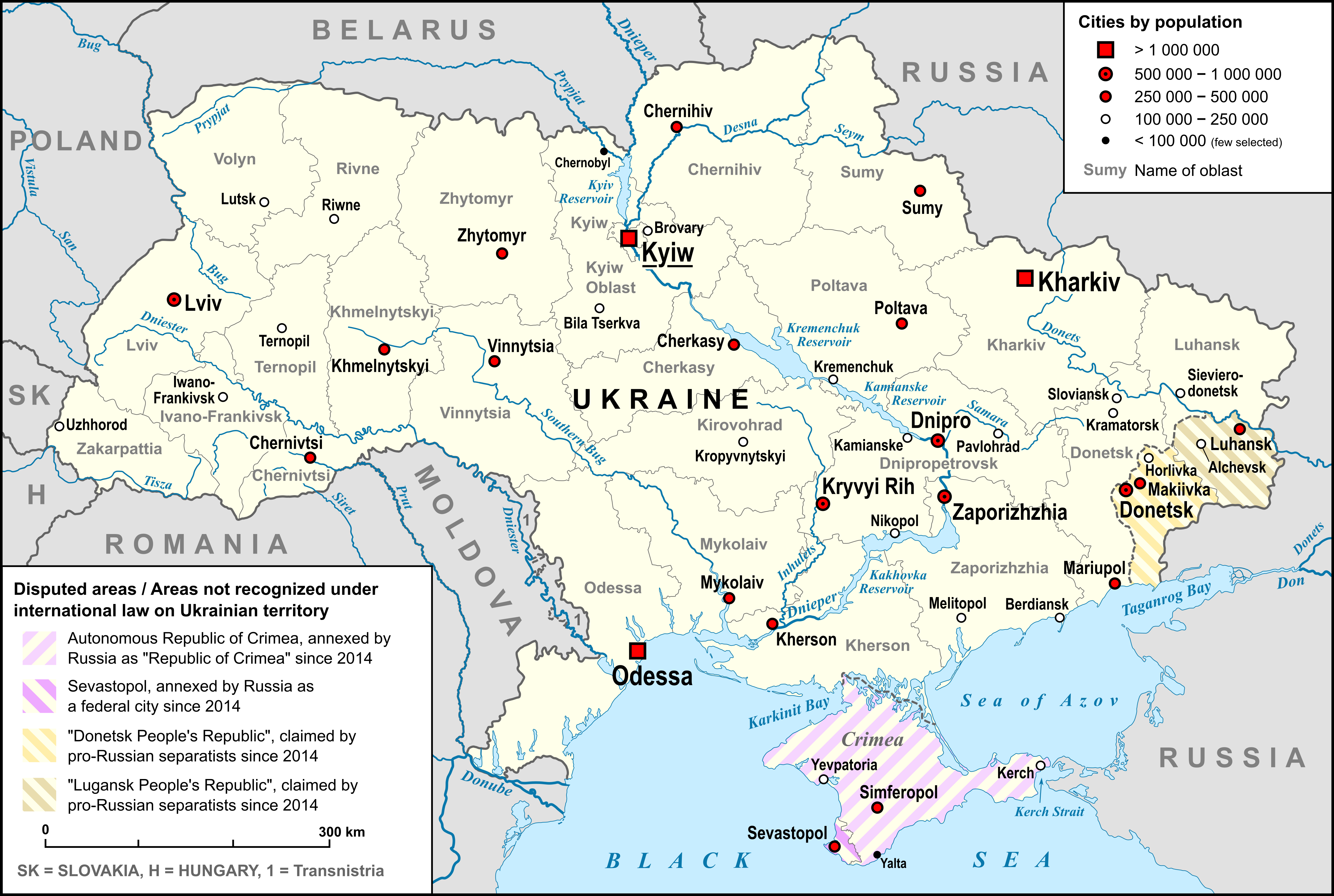
ウクライナ (2014年～2022年2月)、一番下の斜線の部分が併合されたクリミアで、右の斜線の部分がドンバスの分離主義勢力が設立した2つの自称共和国

ロシアは2014年3月にクリミアを併合して以来、クリミア共和国とセヴァストポリ連邦市という2つの連邦構成主体の下でクリミア半島を管理している。ロシアと一部の国連加盟国が2014年のクリミア住民投票への支持を表明し、クリミアをロシア連邦の一部として承認することを示唆しているにもかかわらず、ウクライナは半島が自国の領土の不可欠な部分であると主張し続けており、ウクライナの主張は国際連合総会決議68/262を通じてほとんどの外国政府から支持されている（2014年クリミア危機での国際社会の対応を参照）。2015年、ウクライナ議会は2014年2月20日を「ロシアによるクリミアとセバストポリの一時占領開始」日として正式に設定した。
ドネツク州とルハーンシク州の未管理地域は、特にウクライナの報道機関の間で、「ORDLO」（ウクライナ語「Отремя районы донецкая и Луханская Oblasts」（ドネツク州およびルハンシク州の特定地域））と略称されることが一般的となっている。この用語は、ウクライナ法№1680-VII (2014年10月) に初めて登場した。ミンスク議定書とOSCEの文書では、これらの地域をウクライナの「ドネツクおよびルハンシク地方の特定地域」(CADLR)と呼んでいる。
ウクライナ政府は2019年に一時的被占領地域に対する政府の政策を監督する「一時的被占領地域再統合省」を設立した。2019年時点で、ウクライナ政府は同国領土の7%が占領下にあるとみなしている。2018年12月17日に採択された国連総会決議73/194は、クリミアを「一時的被占領」下にあると指定した。
ウクライナ軍は2019年、一時的被占領地域に隣接するアゾフ海で活動するロシア海軍と沿岸警備隊の船舶に3M-54 カリブル巡航ミサイルが配備されたことを懸念していた。その結果、2つの主要港湾都市のマリウポリとベルジャーンシクの不安定さが増した （両都市は2022年に占領された）。
同じくアゾフ海に接するロシアのテムリュク港とタガンログ港は、一時的被占領地域からの無煙炭と液化天然ガス（LNG）の出所を偽装するために利用されたとされている。

### 影響を受ける地域

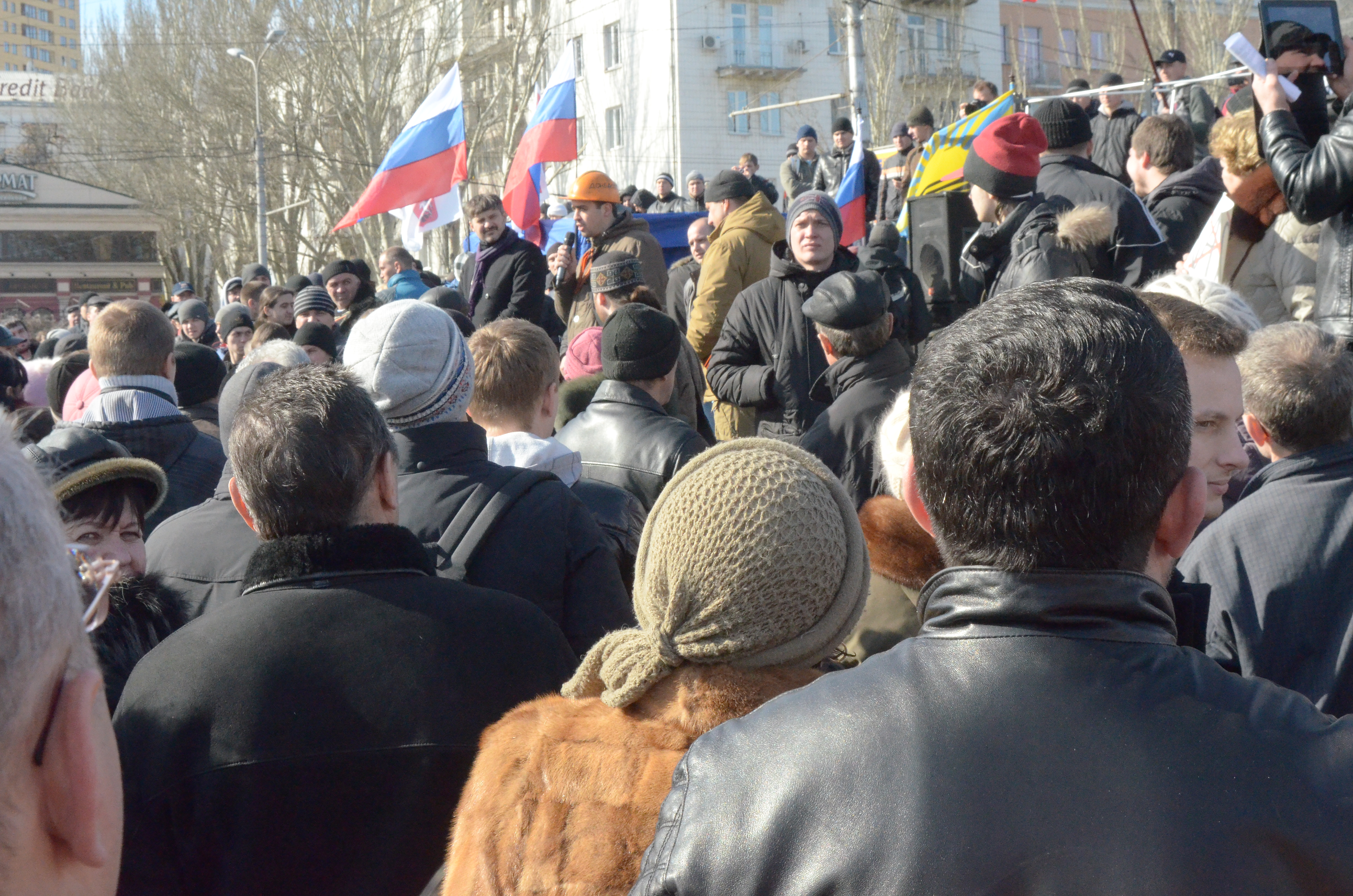
2014年3月8日、ロシア政府が一部の地元住民の分離主義感情を意図的に煽ったドネツクでの親ロシアデモの参加者

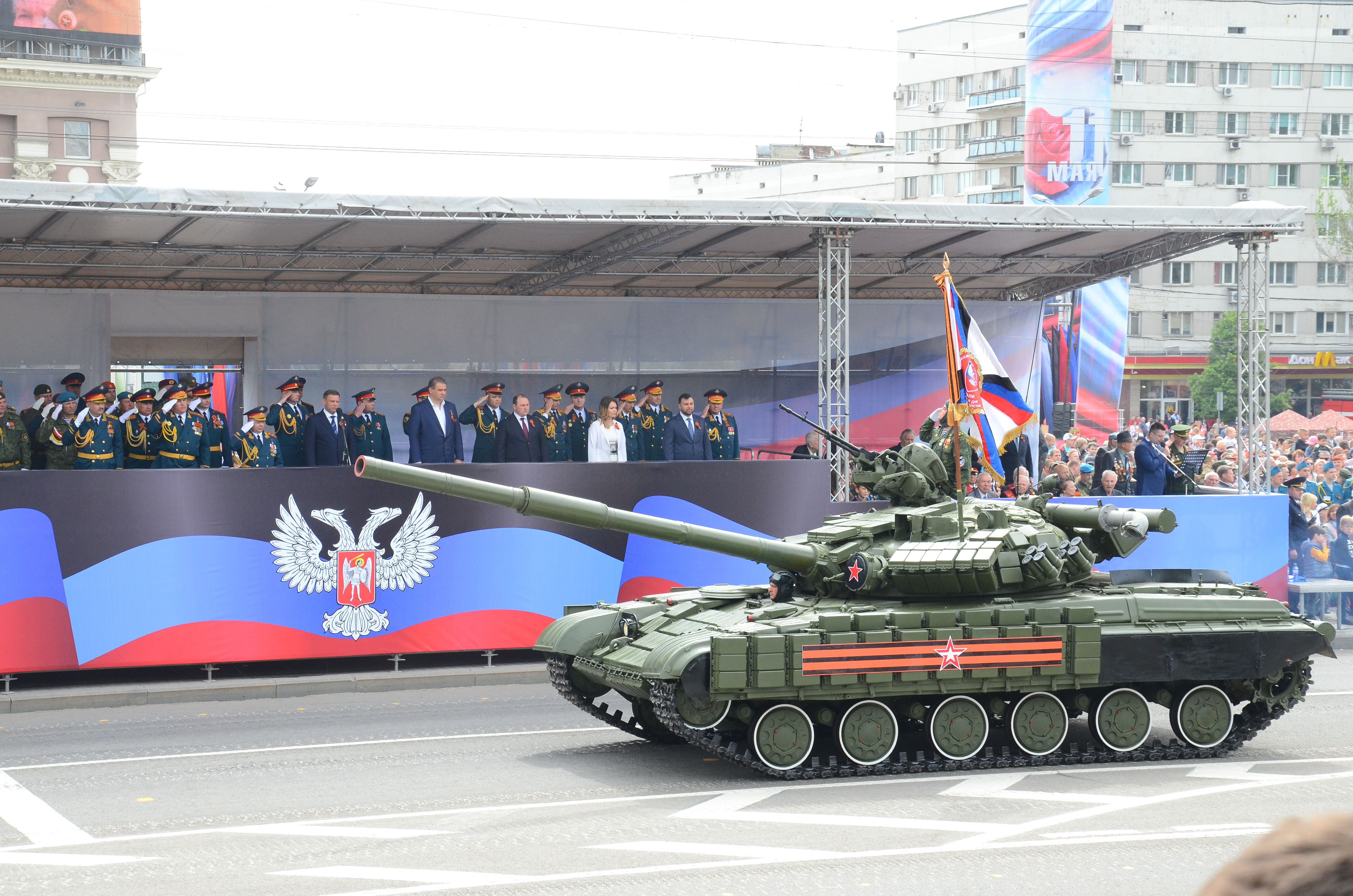
ドネツクのロシア系武装分離主義勢力（2018年5月）

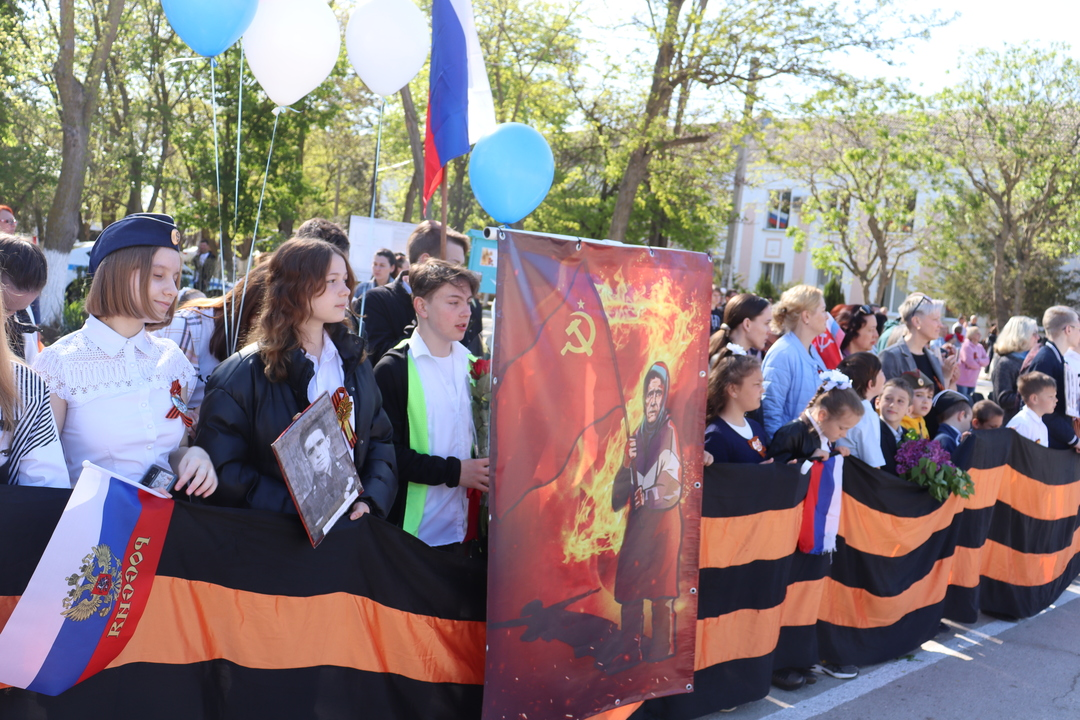
クリミアのサキで掲げられたプロパガンダポスター「赤旗を持ったお婆ちゃん」（2022年5月9日）

2014年のウクライナ紛争開始以降、ウクライナ政府は（政令第1085-рおよび法律第254-VIIIの拡張として）現在までの「一時的被占領地域と集落のリスト」と「境界線上にある集落の一覧のリスト」を発行している。2020年9月16日時点で、ウクライナ大臣内閣は政令第1085-pと法律第254-VIIIに数回の更新を行っている:
- 補遺 No. 128-р （2015年2月18日付）[32]
- 補遺 No. 428-р （2015年5月5日付）[33]
- 補遺 No. 1276-р (2015年12月2日付）[34]
- 補遺 No. 79-р （2018年2月7日付）[35]
- 補遺 No. 410-р （2018年6月13日付）[36]
- 補遺 No. 505-р （2019年7月5日付）[37]
- 補遺 No. 1125-р （2020年9月16日付）[38]

一部の集落の名前は、2016年のウクライナにおける脱共産化の結果変更された。
以下のリストは、2018年2月7日付の修正に基づく。一部の地区の境界線は2015年以降変更されている。
- クリミア自治共和国 (全域)
- ドネツク州
  - 地域的に重要な都市と付近の集落:
    - ドネツク
    - ホルリウカ
    - デバルツェボ
    - ドクチャイエフスク
    - エナキェヴェ
    - ジダニフカ
    - フレスティフカ
    - マキイフカ
    - スニジネ
    - チスティアコヴェ
    - Khartsyzk
    - Shakhtarsk
      - Ridkodub

    - Yasynuvata
    - Amvrosiivka Raion (全集落)
    - バフムート地区:
      - Bulavynske
      - Vuhlehirsk
      - Oleksandrivske
      - オレニフカ
      - Vesela Dolyna
      - Danylove
      - Illinka
      - カミアンカ
      - Bulavyne
      - フロズネ
      - Kaiutyne
      - Vozdvyzhenka
      - Stupakove
      - Savelivka
      - Debaltsivske
      - Kalynivka
      - Lohvynove
      - Novohryhorivka
      - Nyzhnie Lozove
      - Sanzharivka
      - Olkhovatka
      - Pryberezhne
      - Dolomitne
      - Travneve
      - ロゾヴェ

    - ヴォルノヴァーハ地区:
      - アンドリーフカ
      - ドリア
      - Liubivka
      - Malynove
      - Molodizhne
      - Novomykolaivka
      - Nova Olenivka
      - ペトリフスケ
      - Chervone
      - Pikuzy

    - マリインカ地区:
      - クレミネッツ
      - ルハンスケ
      - オレクサンドリフカ
      - Staromykhailivka
      - Syhnalne

    - ノヴォアゾフスク地区 (全集落)
    - Starobesheve Raion (全集落)
    - Boikivske Raion (全集落)
    - Shakhtarsk Raion (全集落)
    - Yasynuvata Raion:
      - Vesele
      - Bétmanove
      - Mineralne
      - Spartak
      - Yakovlivka
      - Kruta Balka
      - Kashtanove
      - Lozove
      - Vasylivka
- ルハーンシク州
  - 地域的に重要な都市と付近の集落:
    - ルハーンシク
    - Alchevsk
    - Antratsyt
    - Brianka
    - Holubivka
    - Khrustalnyi
    - Sorokyne
    - Pervomaisk (known as Oleksandrivka)
    - Rovenky
    - Dovzhansk
    - Kadiivka
    - Antratsyt Raion (全集落)
    - Sorokyne Raion (全集落)
    - Lutuhyne Raion (全集落)
    - Novoaidar Raion:
      - Sokilnyky
      - Perevalsk Raion (全集落)

    - ポパスナ地区:
      - Berezivske
      - Holubivske
      - Zholobok
      - Kalynove
      - Kalynove-Borshchuvate
      - Kruhlyk
      - Molodizhne
      - Mius
      - Novooleksandrivka
      - Chornukhyne
      - ゾロテ (ゾロテ1、2、3、4を除く)

    - Dovzhánsk Raion (全集落)
    - Slovianoserbsk Raion (全集落)
    - Stanytsia Luhanska Raion:
      - Burchak-Mykhailivka
      - ロバチェヴェ
      - ミコライフカ
      - Sukhodil
- セヴァストポリ (市全域)

## 2022年の侵攻以降

ロシアに併合されたウクライナの地域。赤い線は2022年9月30日時点の実際のロシア支配地域を示している

2022年2月のロシアの全面侵攻以降、ロシア軍とロシアの代理勢力は更に多くのウクライナ領土を支配したものの、4月上旬までに、ウクライナ軍の熾烈な抵抗で進軍が停滞したロシア軍は、ウクライナ東部と南部での支配強化に注力するため首都キーウを含むウクライナ北部から撤退した。2022年6月2日、ゼレンスキー大統領はロシアがウクライナ領の約20%を占領したと発表した。
2023年4月、ロシアのウラジーミル・プーチン大統領は、ロシア占領地域のウクライナ住民に対し、来年の7月までにロシアのパスポート取得を義務付け、取得しない個人の拘束や国外退去を可能にする新たな条項に署名し、法律として成立させた。ウクライナのオンブズマンはこれを新たなジェノサイド行為と呼び、欧州評議会議会（PACE）も、ウクライナ人の子供たちのロシアへの強制送還または追放行為をジェノサイドであると認めた。

### ハルキウ州
ロシアのハルキウ州占領は、ロシア軍がウクライナに侵攻し、ハリコフ州の一部を占領し始めた直後の2022年2月24日に始まった。ロシア軍はウクライナ北部から撤退した同年4月以降、ハルキウ州の支配強化と主要都市ハルキウの占領を試みたが、5月中旬までにウクライナ軍はロシア軍をロシア国境周辺まで押し戻し、ウクライナがロシアの進軍に対して頑強に抵抗し続けていることを示した。2022年9月初旬、ウクライナ軍は大規模反攻を開始し（2022年ウクライナの東部反攻）、同年9月11日までに、ハルキウ州内の占領下にあった集落の殆どからロシアが撤退し、ロシア国防省は、ハルキウ州イジュームとバラクリヤ方面に展開していたロシア軍部隊を主目標とするドネツク州に差し向ける「再編成」を行うと発表した。

### ヘルソン州

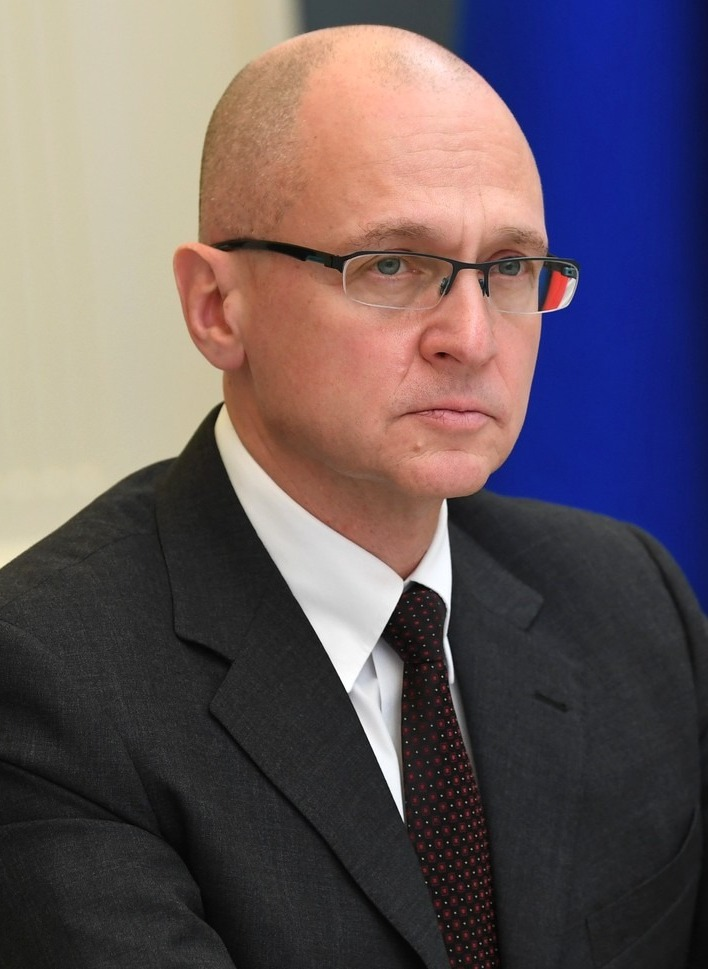
ウクライナのロシア占領地域でのプーチンの交渉人となったセルゲイ・キリエンコ

2022年2月24日、クリミアのロシア軍がヘニチェスクとスカドフスク地区に侵攻した。攻撃の最初の数日間、ロシア軍は州内のほとんどの都市や町を包囲し、入り口をバリケードで封鎖したが、都市自体には立ち入らなかった。 南岸のロシア軍陣地と北岸のヘルソン市の間のドニプロ川にかかるアントノフスキー橋をめぐって激しい戦闘が行われ、ロシア軍の圧倒的な火力によりウクライナ軍は撤退を余儀なくされ、同市は3月2日にロシアの支配下に入った（ヘルソンの戦い）。6月29日、ヘルソン州のロシア占領当局は併合の是非を問う住民投票の実施準備を発表した（ロシア占領下のウクライナでの2022年の併合住民投票）。 7月9日、ウクライナ政府は南部での差し迫った反攻の準備を発表し、作戦による民間人の死傷を最小限に抑えるためにヘルソン州とザポリージャ州の占領地域の住民に避難するよう促した。 アントノフスキー橋の破壊と西側からのウクライナ軍の進軍に続き、ウクライナ軍の激しい砲撃で持続可能な補給線が不足したため、ロシア軍は撤退を余儀なくされた。 最終的にヘルソン市を含むドニプロ川北岸の全地域から撤退し、その直後にウクライナ軍が同市を奪還した（ヘルソンの解放）。

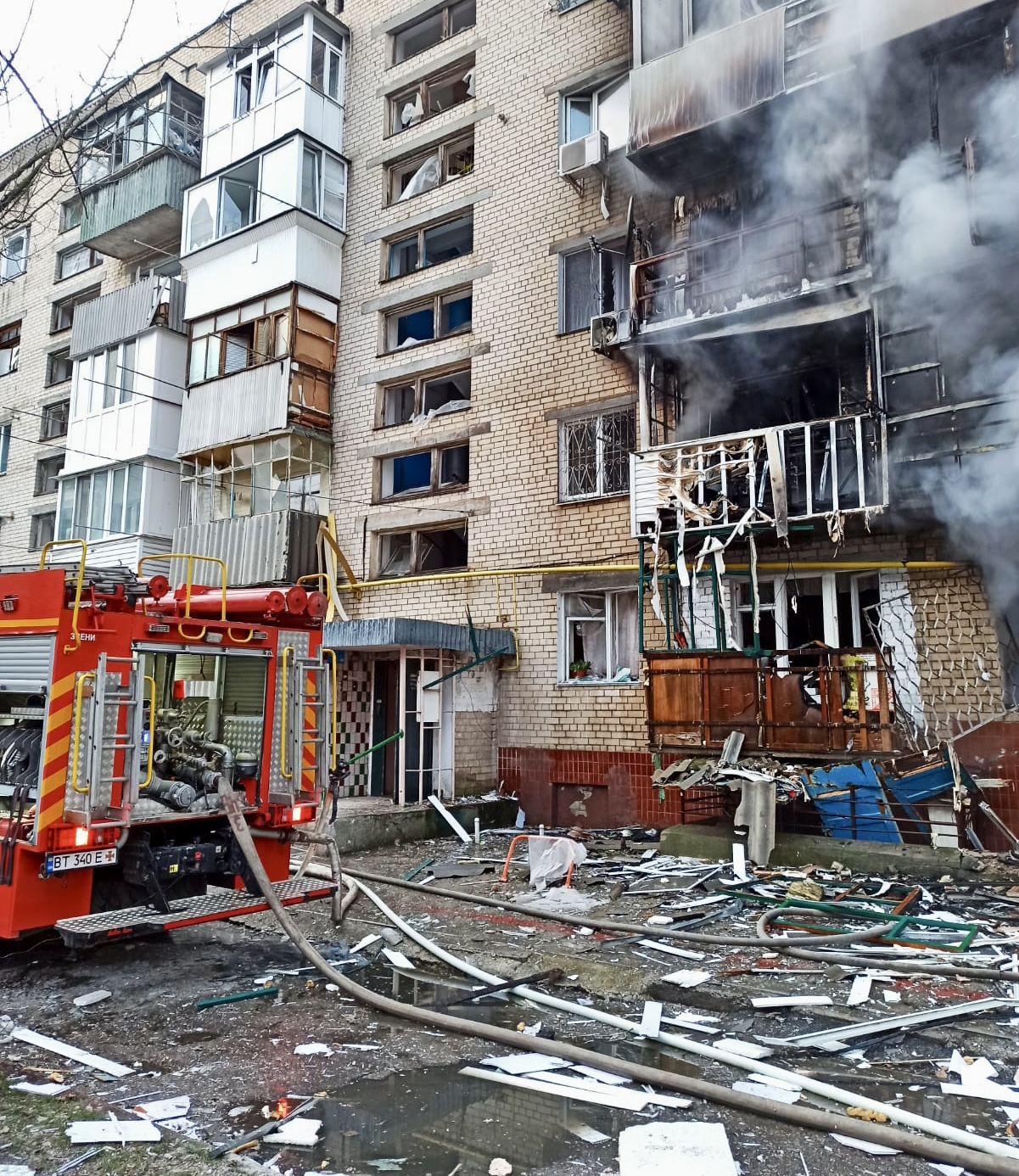
ロシア軍に砲撃された解放後のヘルソン市（2023年1月15日）

占領されたヘルソン州のライオン（地区）は以下の通り:
- ヘニチェスク地区
- カホフカ地区
- スカドフスク地区
- ヘルソン地区の半分

### ザポリージャ州

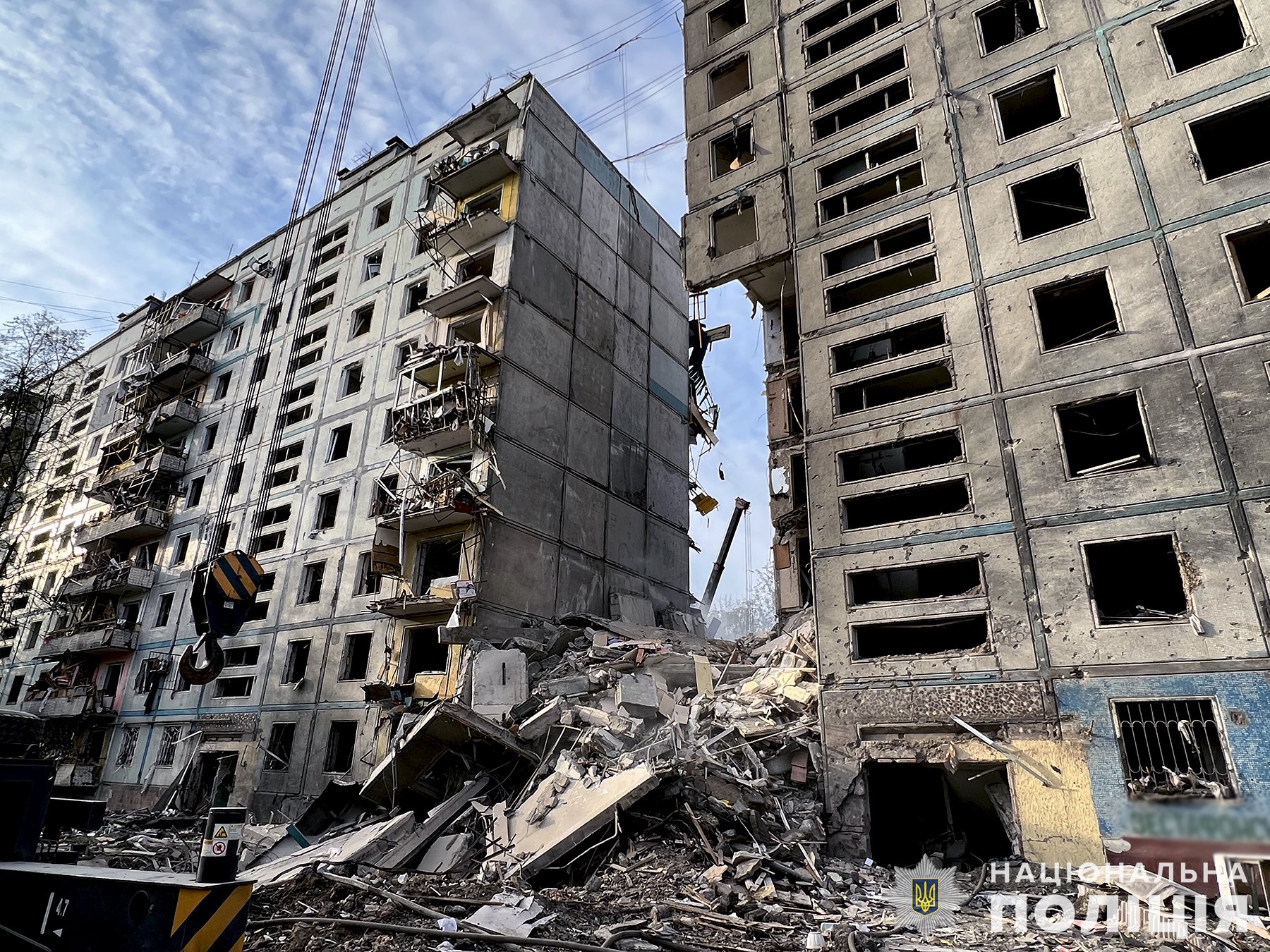
2022年10月9日に空爆されたザポリージャ（ウクライナ支配下）の住宅ビル

2022年2月26日、ベルジャーンシク市はロシアに占領され、ロシア軍とウクライナ軍の激戦後、3月1日にメリトポリも占領された（メリトポリの戦い）。ロシア軍はまた、ザポリージャ原子力発電所があるエネルホダル市を包囲し、3月4日に制圧した（エネルホダル包囲戦）。7月以降、原発周辺へのミサイル攻撃についてロシアとウクライナ双方がお互いを非難しているため、発電所周辺での緊張が高まっており、チェルノブイリ原発事故の再発の可能性が懸念されている。 
占領されたザポリージャ州の地区:
- メリトポリ地区
- ベルジャーンシク地区
- ヴァシリウカ地区の大部分
- ポロヒ―地区の大部分

### ドネツク州

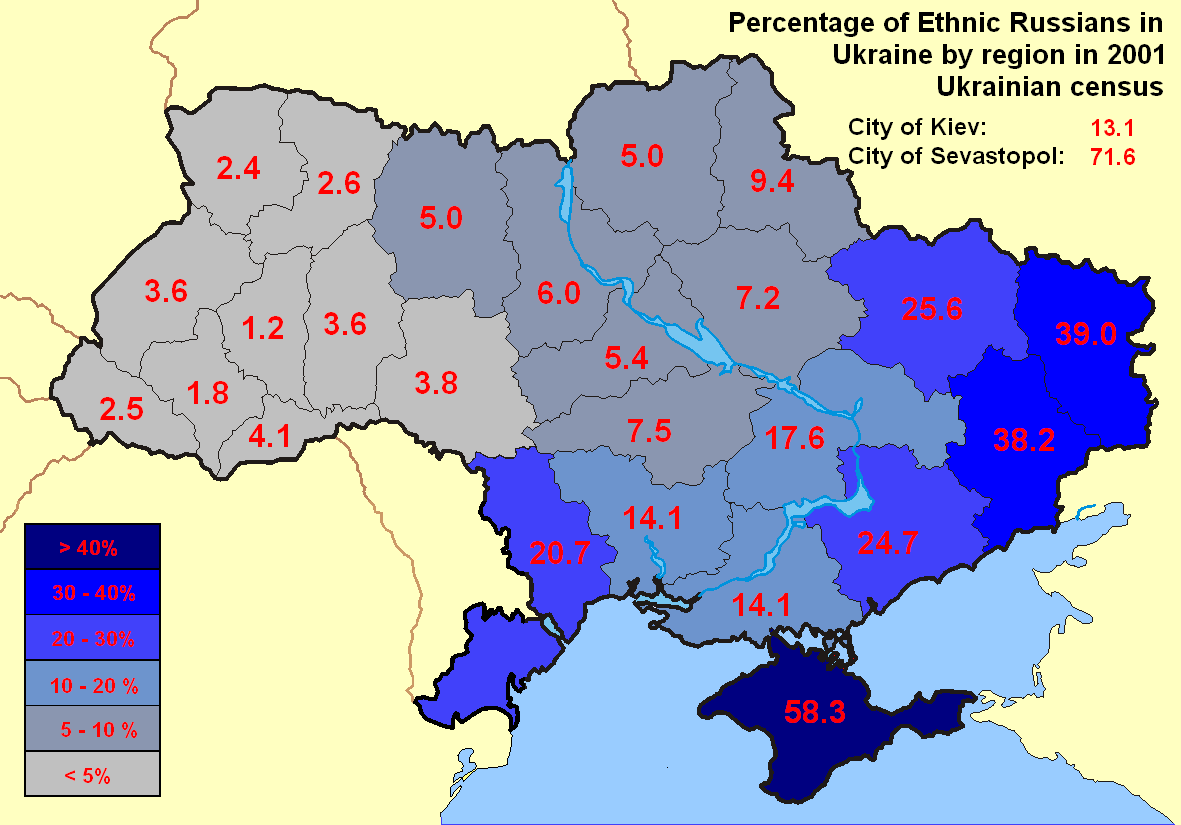
地域別のロシア民族 (2001年の国勢調査)。ロシアはウクライナにおけるロシア民族とロシア語話者の「保護」を侵略と占領の口実の一つとして利用した

侵攻以降、ロシア軍とロシアが支援するドネツク人民共和国は、ドンバス戦争で得た領土を基礎にして更に多くの領土を占領しており、その中で最も重要なのが長期に渡る包囲後に占領したマリウポリの港である。
2022年2月24日までに、ドネツク州の以下の地区が占領された:
- ホルリフカ地区
- ドネツク地区
- カミウスケ地区

2022年2月24日以降、ドネツク州の以下の地区が占領された:
- マリウポリ地区
- ヴォルノヴァーハ地区の半分
- バフムート地区東部

### ルハンシク州
2022年2月24日までに、ルハンシク州の以下の地区が占領された:
- アルチェフスク地区
- Dovzhansk地区
- ルハンシク地区
- ロヴェンキー地区

2022年2月24日以降、ルハンシク州の以下の地区が占領された:
- シチャスティア地区
- スタロブリスク地区
- スヴァトヴェ地区の大部分
- セヴェロドネツィク地区の大部分

2022年7月3日、ロシア軍はルハンシク州全域が「解放された」と主張し、ロシア軍が州全域の占領に成功し、ウクライナ東部ドンバスの制圧という目標にとって大きなマイルストーンとなったことを示唆した。
しかしながら、9月19日までにウクライナは同州のビロホリウカを奪還し、10月上旬にはウクライナ軍は、反攻作戦の焦点がルハンシク州の本土に移っていく中でさらにいくつかの集落を解放しており、具体的にはスヴァトヴェ・クレミンナ戦線の戦いにおけるシヴェルスキー・ドネツ川の北半分。

### ムィコラーイウ州
ムィコラーイウ州の占領は、ロシア軍がクリミアからヘルソン州を経由して州内に入った2022年2月26日に始まった。3月にロシアはヴォズネセンスク、ムィコラーイウ、ノヴァ・オデッサに向けて進軍を試みたが、激しい抵抗に遭い失敗した。 5月までにロシアは州内のスニフリウカ、ツェントラルネ、ノヴォペトリヴカ、その他多数の小さな村を占領した。これらの集落はすべて、ドニプロ川右岸からのロシア軍の撤退後、2022年11月10日から11日にかけて反攻中のウクライナ軍によって奪還された。
占領されたムィコラーイウ州の地区:
- ムィコラーイウ地区の最南部 (キンブルン半島)

## 過去に占領されていた地域

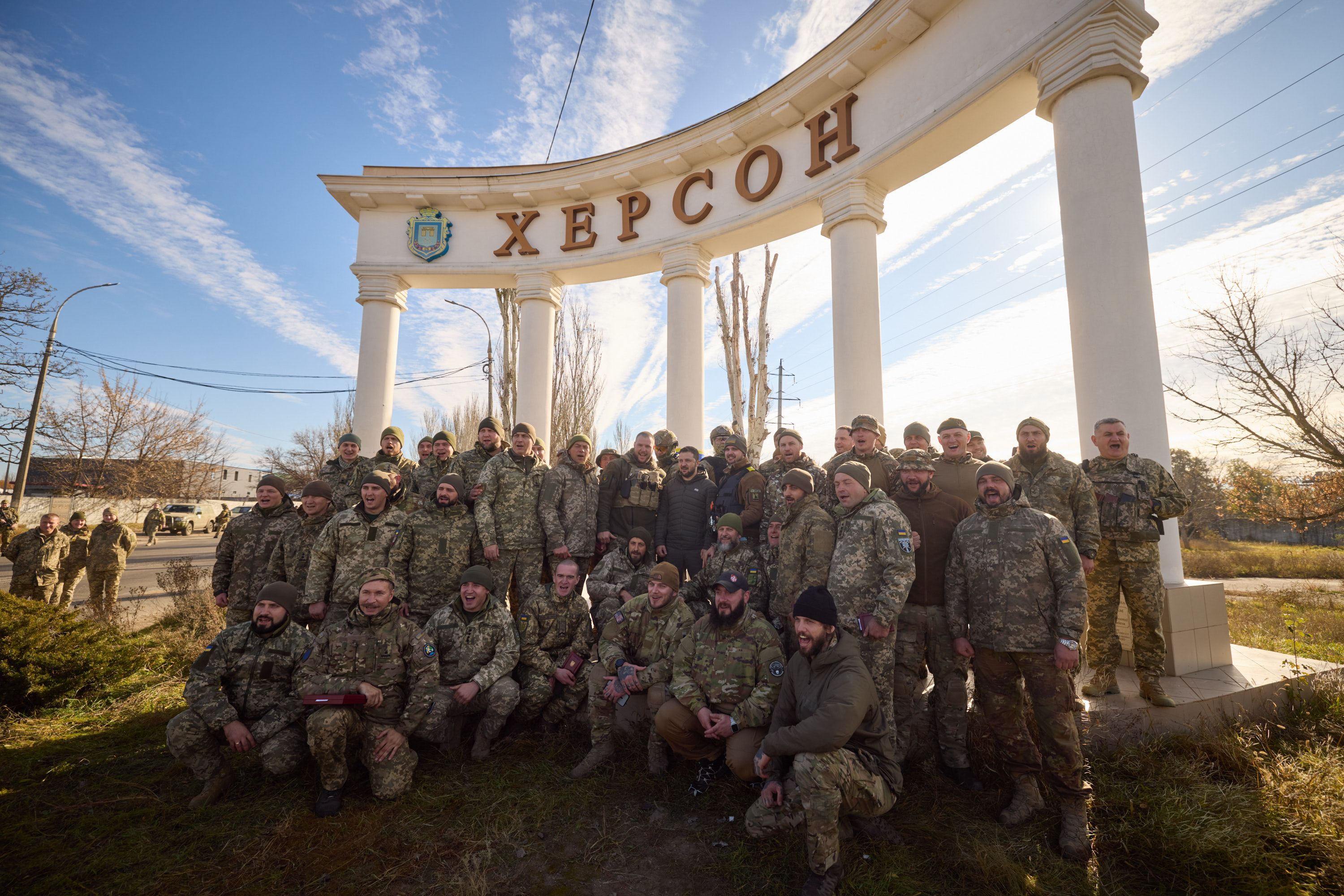
ウクライナのウォロディミル・ゼレンスキー大統領とヘルソン解放で功績を残した兵士達（2022年11月14日）

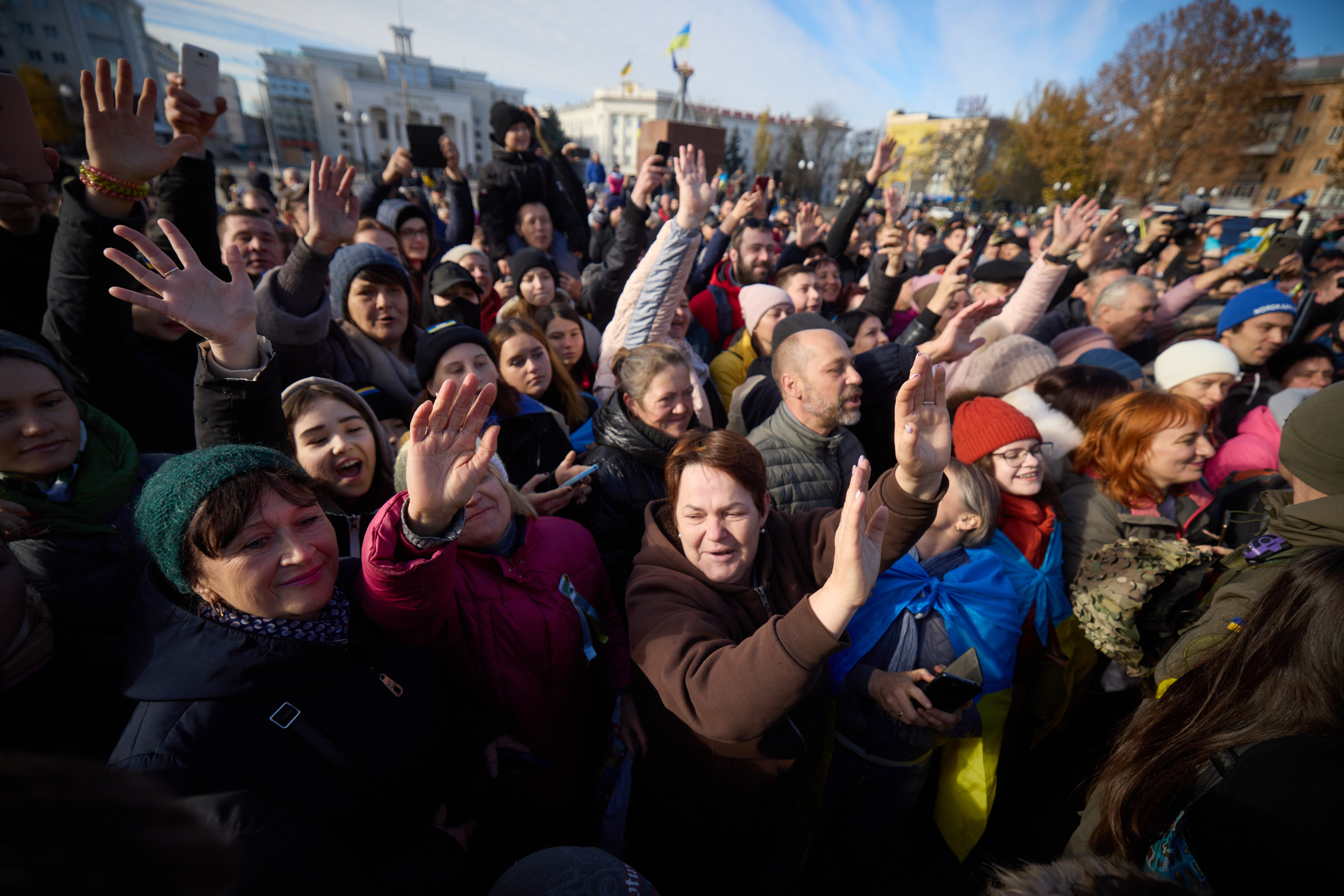
ゼレンスキー大統領訪問中のヘルソン市民（2022年11月14日）

### チェルニーヒウ州
ロシアは2022年2月のウクライナ侵攻における北部作戦の一環として占領を開始した。ロシア軍はチェルニーヒウ州の大部分を占領し、最終的に州都のチェルニーヒウを包囲したものの占領することができなかった（チェルニーヒウの戦い）。結局、ロシア軍の進軍が停滞したことで4月上旬までに同州から完全撤退することになり、占領は終了した。

### ドニプロペトロウシク州
占領は3月初旬に始まり、ロシア軍がドネツク州ヴェリカ・ノヴォシルカ＝ノボポリ付近、その後ヘルソン州ヴィソコピリャ付近の地域からドニプロ州に入った。 ロシア軍は狭い地域を占領したが、後に南方の陣地を確保するために撤退した。 占領された一部の地域はハニフカとベレゾヴェ。

### キーウ州

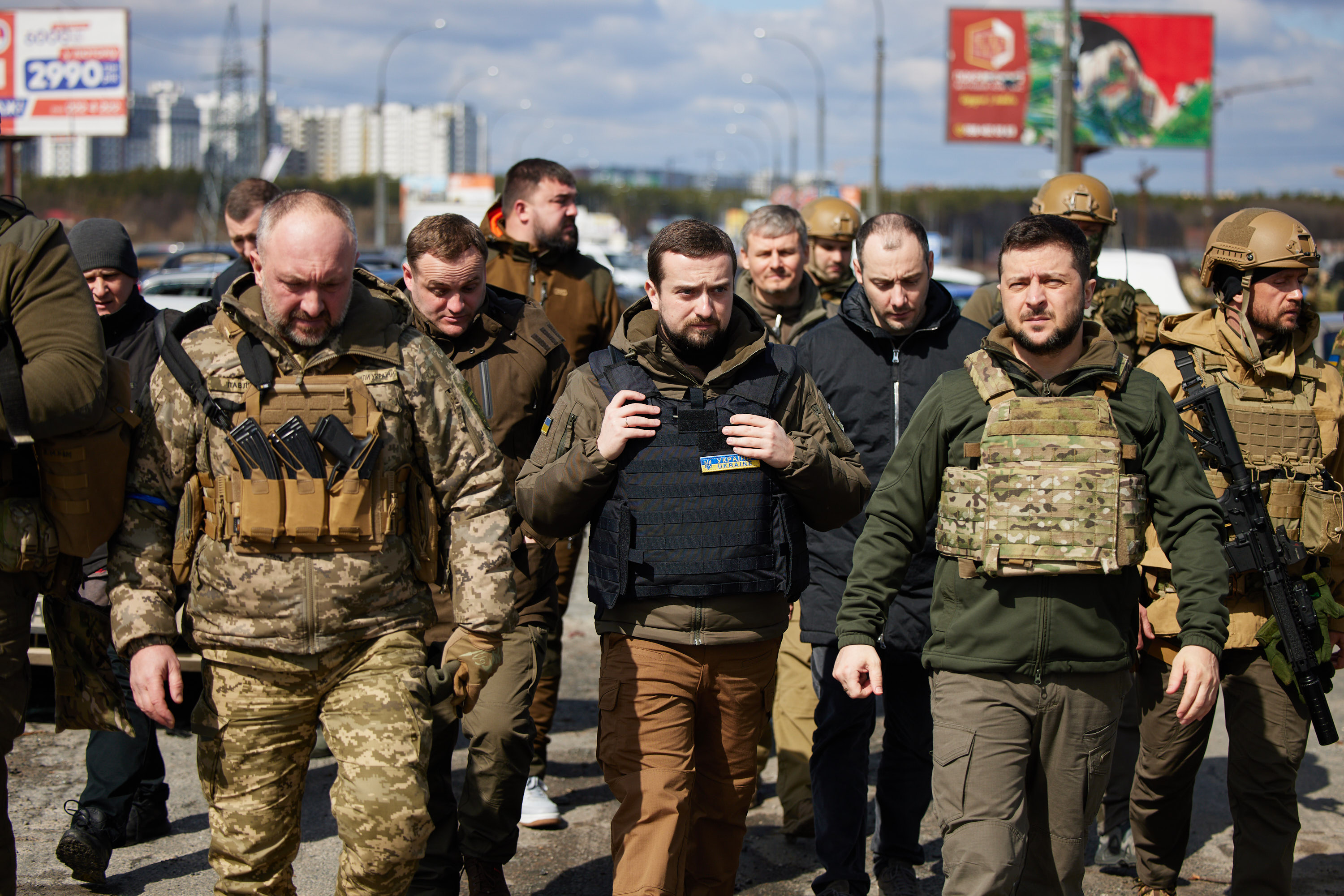
ウクライナがキーウ州を奪還した後、同地域にいるゼレンスキー（2022年4月4日）

ロシアは2022年2月のウクライナ侵攻における北部攻勢の一環として占領を開始した。ロシア軍は州の大部分を占領し、キーウ市の境界線にまで迫った。しかし、進軍の停滞により、ウクライナの首都を占領することができず（キーウの戦い）、最終的に4月初旬までにキーウ州から完全に撤退することになり、占領は終了した。

### オデッサ州
2022年2月24日から6月30日まで、ロシア軍はオデッサ州のズミイヌイ島（スネーク島）を占領したが、ウクライナ軍からの激しいミサイル、砲撃、ドローン攻撃を受け、後に撤退した。

### ポルタヴァ州
スームィ州のレベディンとアフトゥイルカの戦い中に、ポルタヴァ州に侵入したロシア軍がハーデャチを攻撃し、その周囲の狭い地域を占領し、ジニキウ近くまで進軍したが、その後すぐに撃退された。占領された主な地域はピルキとボブリク。

### スームィ州
ロシアは2022年2月のウクライナ侵攻の北部攻勢の一環として占領を開始した。ロシアは同州の大部分を占領したものの、州都スームィの占領に失敗した（スームィの戦い）。最終的に、ロシア軍の進軍が停滞したことで4月上旬までに同州から完全撤退し、占領は終わった。

### ジトーミル州
ロシアは2022年2月のウクライナ侵攻における北部攻勢の一環として占領を開始した。ロシア軍はジトーミル州の小部分を占領したが、州都ジトーミルの制圧を試みることはなかった。結局、ロシア軍は4月初旬までに同州から完全撤退し、占領は終わった。

## 協力
占領地の解放後、数千人の民間人が協力の罪で告発された。 彼らは陪審なしで一人の裁判官によって裁かれる。この犯罪には最高10年の懲役が科せられ、有罪判決を受けた者の中には3年または5年の懲役刑を受ける人もいる。 告発された人々の中には、占領中にボランティアとして働いたり、管理職に就いていた人々も含まれている

## 国際社会の反応

2022年10月12日、国連総会は仕組まれた住民投票と併合の試みは国際法上無効かつ違法であると宣言する決議「ES 11/4」を採択した
賛成: 143
反対: 5
棄権: 35
欠席: 10

2016年4月20日、ウクライナは一時的被占領地域及び国内避難民省を正式に設立した。その後一時的被占領地域、国内避難民、退役軍人省に改称され、後に一時的被占領地域再統合省に改称された。現職大臣はイリーナ・ベレシチューク（2021年11月4日任命）
2014年3月、国連総会の決議投票で、加盟193ヶ国中100ヶ国がロシアによるクリミア併合を承認せず、アルメニア、ベラルーシ、ボリビア、キューバ、ニカラグア、北朝鮮、ロシア、スーダン、シリア、ベネズエラ、ジンバブエのみが決議に反対した (国際連合総会決議68/262を参照)
国連は「クリミア自治共和国及びセヴァストポリ市の人権」問題に関する3つの決議を採択している（2016年12月、2017年12月、2018年12月）

2018年に採択された決議に基づく国連の立場:
| 「 | ロシア連邦によるウクライナ領土の一部、すなわちクリミア自治共和国とセヴァストポリ市（以下「クリミア」という）の継続中の一時占領を非難し、その併合が承認されていないことを再確認する | 」 |

2018年4月、欧州評議会議員会議（PACE）の緊急会合で、ウクライナの占領地域を「ロシア連邦の実効支配地域」と認定した。PACEのウクライナ代表団長のヴォロディミル・アリエフ議員は、占領下のドンバスの一部がロシア支配下にあるとの事実の認定はウクライナにとって非常に重要だと述べた。アリエフはFacebookに「未管理地域で犯された全ての犯罪に対する責任はウクライナにはなく、ロシアが責任を持つことになる」と書いた。
2022年3月上旬、ロシアのウクライナ侵攻に対し、国際連合総会は、ウクライナの和平情勢に関する最新の動向を議論する緊急特別総会を開催し、ロシアの侵攻とベラルーシの関与を非難する国連総会決議「ES-11/1」を採択した。